# Aces Abroad
Aces Abroad (titre original : Aces Abroad) est une anthologie de nouvelles rassemblées par George R. R. Martin qui est également l'un des auteurs participants. Ce recueil est paru le 1er mai 1988 en version originale aux éditions Bantam Spectra. Une nouvelle édition y ajoutant deux nouvelles a été publiée en 2015 puis a été traduite en français et a paru le 25 novembre 2015 aux éditions J'ai lu dans la collection Nouveaux Millénaires. Le livre est composé de douze nouvelles (dont une coupée en six parties) et treize interludes.
Aces Abroad est le quatrième volume de la saga uchronique Wild Cards mettant en scène des super-héros dans un XXe siècle où, le 15 septembre 1946, un virus extra-terrestre capable de réécrire l’ADN humain est libéré au-dessus de New York et décime 90 % de la population qu'il touche. Les rares survivants épargnés possèdent des super-pouvoirs, on les appelle « As », tandis que les autres sont victimes de difformités plus ou moins avancées, on les appelle « Joker ».

## Contenu
- La Couleur de la haine : prologue, 2015 ((en) The Tint Of Hatred: Prologue, 1988) par Stephen Leigh
- Extrait du journal de Xavier Desmond : 30 novembre, 2015 ((en) From The Journal Of Xavier Desmond: November 30, 1988) par George R. R. Martin
- La Couleur de la haine : première partie, 2015 ((en) The Tint Of Hatred: Part One, 1988) par Stephen Leigh
- Extrait du journal de Xavier Desmond : 1er décembre, 2015 ((en) From The Journal Of Xavier Desmond: December 1, 1988) par George R. R. Martin
- Bêtes de somme, 2015 ((en) Beasts Of Burden, 1988) par John J. Miller
- Extrait du journal de Xavier Desmond : 8 décembre, 2015 ((en) From The Journal Of Xavier Desmond: December 8, 1988) par George R. R. Martin
- La Couleur de la haine : deuxième partie, 2015 ((en) The Tint Of Hatred: Part Two, 1988) par Stephen Leigh
- Le Droit du sang, 2015 ((en) Blood Rights, 1988) par Leanne C. Harper
- Extrait du journal de Xavier Desmond : 15 décembre, 2015 ((en) From The Journal Of Xavier Desmond: December 15, 1988) par George R. R. Martin
- Verrues et Compagnie, 2015 ((en) Warts and All, 2015) par Kevin Andrew Murphy (en)
- La Couleur de la haine : troisième partie, 2015 ((en) The Tint Of Hatred: Part Three, 1988) par Stephen Leigh
- Extrait du journal de Xavier Desmond : 29 décembre, 2015 ((en) From The Journal Of Xavier Desmond: December 29, 1988) par George R. R. Martin
- La Couleur de la haine : quatrième partie, 2015 ((en) The Tint Of Hatred: Part Four, 1988) par Stephen Leigh
- Extrait du journal de Xavier Desmond : 16 janvier, 2015 ((en) From The Journal Of Xavier Desmond: January 16, 1988) par George R. R. Martin
- Au long du Nil, 2015 ((en) Down By The Nile, 1988) par Gail Gerstner-Miller
- Extrait du journal de Xavier Desmond : 30 janvier, 2015 ((en) From The Journal Of Xavier Desmond: January 30, 1988) par George R. R. Martin
- La Couleur de la haine : cinquième partie, 2015 ((en) The Tint Of Hatred: Part Five, 1988) par Stephen Leigh
- Extrait du journal de Xavier Desmond : 7 février, 2015 ((en) From The Journal Of Xavier Desmond: February 7, 1988) par George R. R. Martin
- La Larme de l'Inde, 2015 ((en) The Teardrop Of India, 1988) par Walton Simons (en)
- Dans le temps du rêve, 2015 ((en) Down In The Dreamtime, 1988) par Edward Bryant
- Extrait du journal de Xavier Desmond : 14 mars, 2015 ((en) From The Journal Of Xavier Desmond: March 14, 1988) par George R. R. Martin
- Heure zéro, 2015 ((en) Zero Hour, 1988) par Lewis Shiner
- Extrait du journal de Xavier Desmond : 21 mars, 2015 ((en) From The Journal Of Xavier Desmond: March 21, 1988) par George R. R. Martin
- C'est toujours le printemps à Prague, 2015 ((en) Always Spring in Prague, 2015) par Carrie Vaughn
- Extrait du journal de Xavier Desmond : 10 avril, 2015 ((en) From The Journal Of Xavier Desmond: April 10, 1988) par George R. R. Martin
- Marionnettes, 2015 ((en) Puppets, 1988) par Victor Milán
- Les Miroirs de l'âme, 2015 ((en) Mirrors Of The Soul, 1988) par Melinda Snodgrass
- Légendes, 2015 ((en) Legends, 1988) par Michael Cassutt
- Extrait du journal de Xavier Desmond : 27 avril, 2015 ((en) From The Journal Of Xavier Desmond: April 27, 1988) par George R. R. Martin
- Extrait du New York Times, 2015 ((en) From the New York Times, 1988) par George R. R. Martin

## Éditions
- Aces Abroad, Bantam Spectra, 1er mai 1988, 467 p.  (ISBN 0-553-27628-X)
- Aces Abroad, J'ai lu, coll. « Nouveaux Millénaires », 25 novembre 2015, trad. Henry-Luc Planchat, 635 p.  (ISBN 978-2-290-06110-7)
- Aces Abroad, J'ai lu, coll. « Science-fiction » no 12077, 7 mars 2018, trad. Henry-Luc Planchat, 797 p.  (ISBN 978-2-290-06866-3)